# Niklas Sauter
Niklas Sauter (* 6. April 2003 in Münsterlingen) ist ein deutscher Fußballtorhüter.

## Karriere

### Vereine
Nach seinen Anfängen in der Jugendmannschaft des SC Konstanz-Wollmatingen wechselte er im Sommer 2016 in die Fußballschule des SC Freiburg. Für die B-Jugendmannschaft bestritt er elf Spiele in der B-Junioren-Bundesliga und zwölf für die A-Jugendmannschaft in der A-Junioren-Bundesliga. Im Sommer 2021 wurde er in den Kader des SC Freiburg II in der 3. Liga aufgenommen und kam dort zu seinem ersten Einsatz im Profibereich, als er am 31. Juli 2021 (2. Spieltag) beim torlosen Remis im Auswärtsspiel gegen den 1. FC Magdeburg der Startelf angehörte und einen Strafstoß von Barış Atik in der 12. Minute abwehrte.
Da Noah Atubolu zur Saison 2023/24 in den Kader der Bundesligamannschaft aufrückte, galt Sauter als mögliche neue Nummer eins. Er musste sich jedoch einer Meniskus-Operation unterziehen und wurde in dieser Zeit von Jaaso Jantunen und Benjamin Uphoff vertreten. Da sich Uphoff wiederum im Drittligaspiel gegen Rot-Weiss Essen verletzte, rückte Sauter im September 2023 kurzfristig in den Kader der A-Mannschaft als dritter Torhüter auf.
Sauter spielte mit der U23 des Sport-Clubs drei Jahre in der dritten Liga, ehe 2024 der Abstieg in die Regionalliga Südwest erfolgte. Im Januar 2025 wechselte Sauter zum VfL Osnabrück, der zu dem Zeitpunkt Platz 19 in der dritten Liga belegte.

### Nationalmannschaft
Sauter debütierte am 12. Oktober 2019 in San Pedro del Pinatar als Nationalspieler beim 2:1-Sieg der U17-Nationalmannschaft gegen die U17-Nationalmannschaft Englands.